# Ivette Proal
Ivette Proal es una actriz mexicana conocida por interpretar a Yolanda en la telenovela El abuelo y yo, habiendo participado también en largometrajes y series de televisión. Es reconocida también por participar en exitosas telenovelas de los 90 de la empresa Televisa: su última participación en televisión fue en 2001 en Carita de ángel.

## Carrera artística
Inició su carrera en la telenovela Pasión y poder después le siguieron diversos melodramas en los que ella fue antagónica. Es muy amiga de Rebecca Jones a quien conoció en Imperio de cristal. Ivette participó en la telenovela Huracán, donde interpretó a Larissa. Actualmente se dedica a ser madre.

## Telenovelas
- Carita de ángel (2000-2001) - Griselda Abigail
- Huracán (1997-1998) - Larissa Vargaslugo
- La culpa (1996) - Edith
- Imperio de cristal (1994-1995) - Elisa Estrada
- El abuelo y yo (1992) - Yolanda Moya de Pérez-Villegas
- Cadenas de amargura (1991) - Elsa Robles de Vizcaíno
- Destino (1990) - La Beba
- Las grandes aguas (1989) - Lorena
- Pasión y poder (1988) - Marina

## Películas y series
- Mujer, casos de la vida real
- Lluvia de diamantes
- El arrecife de los alacranes .... Raquel.
- Papá soltero
- Hay para todas

- Datos: Q5923323